# Anisognathus melanogenys
Anisognathus melanogenys là một loài chim trong họ Thraupidae.

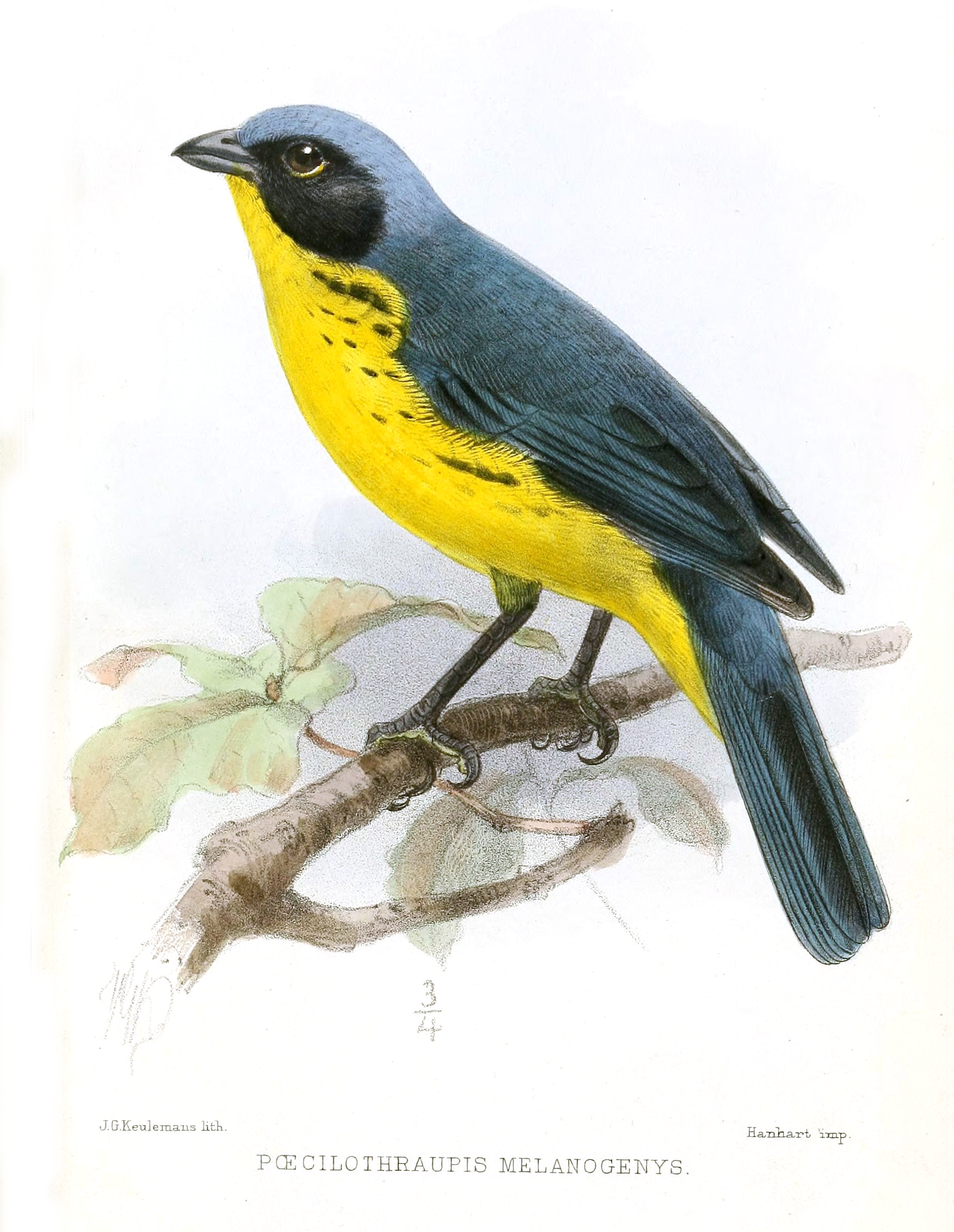